# Иванов, Владимир Дмитриевич (генерал)
Влади́мир Дми́триевич Ивано́в (9 [22] июля 1900, город Лебедянь, Тамбовская губерния — 15 декабря 1968, Москва) — советский военачальник, генерал армии (1961).

## Биография
Родился в семье рабочего (по другим сведениям, мещанина). Окончил 6 классов общеобразовательной школы в Липецке.
В феврале 1918 года вступил в Лебедянский конно-партизанский отряд, эта дата затем была принята за дату его поступления в Красную армию. Воевал на фронтах Гражданской войны. В мае 1920 года направлен на учёбу на Детскосельские артиллерийские командные курсы, в составе сводного отряда курсантов этих курсов в 1921 году участвовал в подавлении Кронштадтского восстания. В 1921 году окончил эти курсы. Член РКП(б) с 1919 года.
С 1921 года командовал взводом, был помощником командира и командиром батареи, помощником командира артдивизиона в 36-м гаубичном тяжелом дивизионе в Ленинградском военном округе. В 1923 году окончил Высшую артиллерийскую школу, с октября 1923 года командовал батареей, с октября 1925 — помощник командира 37-го гаубичного артиллерийского дивизиона, с октября 1927 — командир артиллерийского дивизиона 110-го стрелкового полка в 37-й стрелковой дивизии Белорусского военного округа.
В 1930 году окончил Военную академию РККА имени М. В. Фрунзе. С мая 1930 года проходил службу помощником начальника штаба 2-й артиллерийской бригады, с апреля 1931 — начальником штаба этой бригады. С февраля 1932 года служил в штабе Ленинградского военного округа: начальник 3-го сектора, с января 1934 начальник 1-го сектора, с февраля 1935 начальник отделения в оперативном отделе, с марта 1936 — помощник начальника 1-го отделения штаба округа. С марта 1940 года был заместителем начальника Оперативного управления Генерального штаба по тылу — начальником управления устройства тыла и снабжения Генерального штаба РККА. В марте 1941 года направлен на Дальний Восток, где служил начальником штаба 25-й армии Дальневосточного фронта.

## Великая Отечественная война
В этой должности вступил в Великую Отечественную войну. С января 1942 года временно исполнял обязанности командующего 15-й армией того же фронта.
С июля 1942 года — заместитель начальника Генерального штаба РККА. Работал над планированием ведения боевых действий и крупных боевых операций Великой Отечественной войны. Неоднократно откомандировывался на фронт для практической помощи командованию фронтов и армий. Много работал в действующей армии в районе Сталинграда в период подготовки наступления советских войск в Сталинградской битве. В январе 1943 года был тяжело ранен в ходе очередной командировки в войска Юго-Западного фронта в период Острогожско-Россошанской наступательной операции.
После Победы над Германией, в июле 1945 года, вторично направлен на Дальний Восток, назначен заместителем командующего войсками Забайкальского фронта (командующий Маршал Советского Союза Р. Я. Малиновский). Хорошо проявил себя в ходе Маньчжурской наступательной операции в августе 1945 года. По приказу командующего фронтом подготовил и лично возглавил десантную операцию по захвату города и военно-морской базы Порт-Артур, проведенную 22 августа 1945 года. 24 августа 1945 года назначен первым советским комендантом крепости Порт-Артура и начальником гарнизона.

## Послевоенное время

Могила Иванова на Новодевичьем кладбище Москвы.

В сентябре 1945 года В. Д. Иванов назначен заместителем командующего войсками Забайкальско-Амурского военного округа. Тогда же ему было присвоено воинское звание генерал-полковник. В 1946 году вновь отозван в Москву, с декабря 1946 года служил на должностях заместителя начальника Управления высших военно-учебных заведений Вооружённых Сил по научно-исследовательской работе, с мая 1947 — помощник командующего войсками Закавказского военного округа по высшим учебным заведениям. В 1950 году окончил Высшую военную академию имени К. Е. Ворошилова. С марта 1951 года — начальник штаба Ленинградского военного округа.
В мае 1954 года был переведён в Войска противовоздушной обороны страны, назначен командующим войсками Ленинградского района ПВО, с июня 1954 года командовал Ленинградской армией ПВО. С мая 1955 года — первый заместитель Главнокомандующего Войсками ПВО страны, с апреля 1956 года — командующий войсками Бакинского округа ПВО.
В августе 1959 года В. Д. Иванов был уже в третий раз направлен в Генеральный штаб и назначен сначала заместителем, а 26 мая 1960 года — первым заместителем начальника Генерального штаба Вооружённых сил СССР. С марта 1965 года — начальник Военной академии Генерального штаба. Воинское звание генерал армии присвоено 5 мая 1961 года.
В апреле 1968 года назначен военным инспектором-советником Группы генеральных инспекторов Министерства обороны СССР, но через несколько месяцев скончался.
Избирался депутатом Верховного Совета СССР 5-6-го созывов (1958—1966 годы).

Владимир Дмитриевич хорошо работал и помогал мне. В период Сталинградской операции и операций на Верхнем Дону он был со мной на фронте и в период борьбы за Харьков был тяжело ранен и эвакуирован. По излечении он продолжал отлично нести ответственную работу на фронте, в частности, при проведении Дальневосточной компании в 1945 году в роли заместителя командующего Забайкальского фронта он выполнил ряд сугубо важных заданий. После войны он до самой смерти также отлично работал на весьма важных постах в Вооруженных Силах — первого заместителя начальника Генерального штаба и затем начальника Академии Генерального штаба.
— Дважды Герой Советского Союза Маршал Советского Союза  Василевский А. М.  Дело всей жизни. Издание второе, дополненное. М: Политиздат, 1975.— С. 546.

## Награды

### Награды СССР
- Три ордена Ленина (21.02.1945, 21.07.1960, 01.10.1963)
- Четыре ордена Красного знамени (22.02.1944, 3.11.1944, 24.06.1948, 22.02.1968)
- Орден Суворова 1-й степени (8.09.1945)
- Орден Кутузова 1-й степени (29.07.1944)
- Два ордена Суворова 2-й степени (8.02.1943, 13.09.1944)
- Орден Отечественной войны 1-й степени (17.05.1943)
- Орден Красной Звезды (31.12.1939)
- Медали

### Иностранные награды
- Орден Сухэ-Батора (МНР, 28.10.1967)
- Большая лента ордена Облаков и Знамени (Китай)
- Медаль «Китайско-советская дружба» (КНР)
- Медаль «За Победу над Японией» (МНР)
- Медаль «Дружба» (МНР, 16.04.1969)
- Медаль «20 лет Болгарской Народной армии» (НРБ, 22.08.1964)

## Воинские звания
- Майор (13.12.1935).
- Полковник (1938).
- Комбриг (17.05.1939).
- Комдив (5.04.1940).
- Генерал-майор (04.06.1940).
- Генерал-лейтенант (23.04.1943).
- Генерал-полковник (08.09.1945).
- Генерал армии (05.05.1961).